# Eublemma debilis
Eublemma debilis — вид лускокрилих комах з родини еребід (Erebidae).

## Поширення
Вид мешкає у степах і напівпустелях півночі Казахстану, півдні Росії та у Криму (Україна).